# Филони, Дейв
Дейв Фило́ни (род. 7 июня 1974) — американский художник-мультипликатор, режиссёр, сценарист, продюсер и актёр озвучивания. Наиболее известен по работе над многочисленными анимационными и игровыми сериалами по франшизе «Звёздные войны», а также в качестве режиссёра мультсериала «Аватар: Легенда об Аанге».
С 2016 года является фактическим руководителем студии Lucasfilm Animation. В 2020 году стал исполнительным вице-президентом компании Lucasfilm, а в 2023 году также стал её главным креативным директором.

## Режиссёр, сценарист и продюсер

### Фильмы
| Год  | Фильм                             | Режиссёр | Сценарист | Продюсер       | Примечания   |
| ---- | --------------------------------- | -------- | --------- | -------------- | ------------ |
| 2008 | Звёздные войны: Войны клонов      | Да       | Нет       | Нет            | Анимационный |
| 2026 | Мандалорец и Грогу                | Нет      | Да        | Да             | Игровые      |
| TBA  | Безымянный спин-офф Звёздных войн | Да       | Да        | Исполнительный | Игровые      |

### Телевидение и стриминг
| Год(ы)   | Название                               | Режиссёр         | Сценарист      | Исполнительный продюсер | Создатель        | Примечания                  |
| -------- | -------------------------------------- | ---------------- | -------------- | ----------------------- | ---------------- | --------------------------- |
| 2005     | Аватар: Легенда об Аанге               | Да               | Нет            | Нет                     | Нет              | Анимационные сериалы        |
| 2008-20  | Звёздные войны: Войны клонов           | Координатор / Да | Да             | Да                      | Нет              | Анимационные сериалы        |
| 2014-18  | Звёздные войны: Повстанцы              | Координатор / Да | Да             | Да                      | Да               | Анимационные сериалы        |
| 2017-18  | Звёздные войны: Силы Судьбы            | Дополнительный   | Дополнительный | Да                      | Нет              | Анимационные сериалы        |
| 2018-20  | Звёздные войны: Сопротивление          | Нет              | Сюжет          | Да                      | Да / Разработчик | Анимационные сериалы        |
| 2019-23  | Мандалорец                             | Да               | Да             | Да                      | Нет              | Игровой сериал              |
| 2020-23  | Галерея Дисней: Мандалорец             | Нет              | Нет            | Да                      | Нет              | Документальный сериал       |
| 2021-22  | Книга Бобы Фетта                       | Да               | Да             | Да                      | Нет              | Игровой сериал              |
| 2021-24  | Звёздные войны: Бракованная партия     | Нет              | Да             | Да                      | Да / Разработчик | Анимационный сериал         |
| 2022     | Галерея Дисней: Книга Бобы Фетта       | Нет              | Нет            | Да                      | Нет              | Документальный телефильм    |
| 2022-н.в | Звёздные войны: Сказания               | Координатор      | Да             | Да                      | Да               | Анимационный сериал         |
| 2023-н.в | Асока                                  | Да               | Да             | Да                      | Да               | Игровые сериалы             |
| 2024-25  | Звёздные войны: Опорная команда        | Нет              | Нет            | Да                      | Нет              | Игровые сериалы             |
| 2026     | Звёздные войны: Мол — Повелитель теней | TBA              | TBA            | Да                      | Да               | Будущий анимационный сериал |

## Обзор по эпизодам

### Режиссёр
| Год(ы)    | Название                     | Примечания |
| --------- | ---------------------------- | --- |
| 2005      | Аватар: Легенда об Аанге     | 8 эпизодов: - 1x01 Мальчик из айсберга - 1x02 Возвращение Аватара - 1x06 Пленные - 1x10 Джет - 1x13 Синяя маска - 1x14 Гадалка - 1x17 Северный храм воздуха - 1x20 Осада Севера, Часть 2 |
| 2008-20   | Звёздные войны: Войны клонов | Режиссёр-координатор (133 эпизода + 4 «сырых» эпизода) Режиссёр эпизодов (9 эпизодов): - 1x02 Становление «Зловещего» - 1x09 Под покровом тьмы - 2x22 Смертельные поиски - 3x01 Клоны-кадеты - 3x21 Пропавший падаван - 3x22 Охота на вуки - 4x14 Друг в беде - 5x02 Война на двух фронтах - 5x20 Не тот джедай |
| 2014-18   | Звёздные войны: Повстанцы    | Режиссёр-координатор (53 эпизода + спецэпизод «Хроники») Режиссёр эпизодов (12 эпизодов + спецэпизод «Хроники» + 2 короткометражки): - Sx01 Аппарат в Призраке - Sx04 Собственность Эзры Бриджера - 1x10 Путь джедая - 1x15 Огонь распространяется - SE Хроники - 2x03 Пропавшие командиры - 2x07 Крылья мастера - 2x21-22 Сумерки ученика - 3x20 Солнца-близнецы - 4x12 Волки и дверь - 4x13 Мир между мирами - 4x14 Надежда глупца - 4x15-16 Воссоединение семьи и прощание |
| 2018      | Звёздные войны: Силы Судьбы  | Дополнительный режиссёр (1 спецэпизод): - SEx03 Часть 3 |
| 2019-20   | Мандалорец                   | 3 эпизода: - 1x01 Глава 1: Мандалорец - 1x05 Глава 5: Стрелок - 2x05 Глава 13: Джедай |
| 2022      | Книга Бобы Фетта             | 1 эпизод: - 1x06 Глава 6: Из пустынь явился странник |
| 2022-н.в. | Звёздные войны: Сказания     | Режиссёр-координатор (18 эпизодов) |
| 2023-н.в  | Асока                        | 2 эпизода: - 1x01 Часть первая: Учитель и ученик - 1x05 Часть пятая: Воин тени |

### Сценарист
| Год(ы)    | Название                           | Примечания |
| --------- | ---------------------------------- | --- |
| 2008-20   | Звёздные войны: Войны клонов       | Сценарист (10 эпизодов): - 2x22 Смертельные поиски - 7x02 Эхо вдалеке - 7x05 Вниз, к звёздам - 7x06 Сделка без сделки - 7x07 Опасный долг - 7x08 Снова вместе - 7x09 О старых друзьях не забывают - 7x10 Скрытый ученик - 7x11 Осколки - 7x12 Победа и смерть Автор дополнительных диалогов (3 эпизода): - 1x02 Становление «Зловещего» - 1x03 Тень «Зловещего» - 1x04 Конец «Зловещего» |
| 2014-18   | Звёздные войны: Повстанцы          | Создатель (75 эпизодов + спецэпизод «Хроники») Сценарист (15 эпизодов): - 2x21-22 Сумерки ученика - 3x12-13 Призраки Джеонозиса - 3x15 Испытания Тёмного меча - 3x20 Солнца-близнецы - 4x06 Полёт Защитника - 4x07 Родственные - 4x09 Атака повстанцев - 4x10 Ночь джедая - 4x11 ДЬЮМ - 4x12 Волки и дверь - 4x13 Мир между мирами - 4x15-16 Воссоединение семьи и прощание |
| 2017-18   | Звёздные войны: Силы Судьбы        | Дополнительный сценарист (2 спецэпизода): - SEx02 Часть 2 - SEx03 Часть 3 |
| 2018-20   | Звёздные войны: Сопротивление      | Создатель и разработчик (40 эпизодов) Автор сюжета (1 эпизод): - 1x01 Рекрут |
| 2019-23   | Мандалорец                         | 4 эпизода: - 1x05 Глава 5: Стрелок - 2x05 Глава 13: Джедай - 3x04 Глава 20: Найдёныш - 3x07 Глава 23: Шпионы |
| 2021-24   | Звёздные войны: Бракованная партия | Создатель и разработчик (47 эпизодов) Сценарист (1 эпизод): - 1x01 Охота |
| 2022      | Книга Бобы Фетта                   | 1 эпизод: - 1x06 Глава 6: Из пустынь явился странник |
| 2022-н.в. | Звёздные войны: Сказания о джедаях | Создатель (18 эпизодов) Сценарист (5 эпизодов): - Cказания о джедаях 1 Жизнь и смерть - Сказания о джедаях 2 Справедливость - Сказания о джедаях 4 Владыка ситхов - Сказания о джедаях 5 Практика — путь к совершенству - Сказания о джедаях 6 Решение Автор сюжетов (12 эпизодов): - Сказания об Империи 1 Путь страха - Сказания об Империи 2 Путь гнева - Сказания об Империи 3 Путь ненависти - Сказания об Империи 4 Преданный - Сказания об Империи 5 Реализация - Сказания об Империи 6 Выход - Сказания о преступном мире 1 Путь вперёд - Сказания о преступном мире 2 Друзья - Сказания о преступном мире 3 Один воин другому - Сказания о преступном мире 4 Хорошая жизнь - Сказания о преступном мире 5 Хороший поворот - Сказания о преступном мире 6 Одно доброе дело |
| 2023-н.в  | Асока                              | Создатель и сценарист (16 эпизодов): - 1x01 Часть первая: Учитель и ученик - 1x02 Часть вторая: Труд и трудности - 1x03 Часть третья: Время полетать - 1x04 Часть четвёртая: Падший джедай - 1x05 Часть пятая: Воин тени - 1x06 Часть шестая: Далеко-далеко - 1x07 Часть седьмая: Мечты и безумие - 1x08 Часть восьмая: Джедай, ведьма и военачальник - 2x01 Часть девятая: TBA - 2x02 Часть десятая: TBA - 2x03 Часть одиннадцатая: TBA - 2x04 Часть двенадцатая: TBA - 2x05 Часть тринадцатая: TBA - 2x06 Часть четырнадцатая: TBA - 2x07 Часть пятнадцатая: TBA - 2x08 Часть шестнадцатая: TBA |

### Исполнительный продюсер
| Год(ы)    | Название                           | Примечания                         |
| --------- | ---------------------------------- | ---------------------------------- |
| 2014-18   | Звёздные войны: Повстанцы          | 75 эпизодов + спецэпизод «Хроники» |
| 2017-18   | Звёздные войны: Силы Судьбы        | 32 эпизода + 4 спецвыпуска         |
| 2018-20   | Звёздные войны: Сопротивление      | 40 эпизодов                        |
| 2019-23   | Мандалорец                         | 24 эпизода                         |
| 2020      | Звёздные войны: Войны клонов       | 12 эпизодов                        |
| 2020-23   | Галерея Дисней: Мандалорец         | Документальный, 11 эпизодов        |
| 2021-22   | Книга Бобы Фетта                   | 7 эпизодов                         |
| 2021-24   | Звёздные войны: Бракованная партия | 47 эпизодов                        |
| 2022-н.в. | Звёздные войны: Сказания           | 18 эпизодов                        |
| 2023-н.в  | Асока                              | 16 эпизодов                        |
| 2024-25   | Звёздные войны: Опорная команда    | 8 эпизодов                         |

## В другом качестве

### Художник / ассистент / консультант
| Год(ы)  | Название                                 | Вклад                                                             |
| ------- | ---------------------------------------- | ----------------------------------------------------------------- |
| 1997-99 | Царь горы                                | Художник-раскадровщик / дизайнер персонажей / ассистент режиссёра |
| 1999-02 | Мишн Хилл                                | Художник-раскадровщик / ассистент режиссёра                       |
| 2001    | Облонги                                  | Художник пересьёмки / ассистент режиссёра                         |
| 2002    | Команда супергероев                      | Художник-раскадровщик                                             |
| 2003    | Ким Пять-с-плюсом                        | Художник-раскадровщик                                             |
| 2003    | Филлморе                                 | Художник-раскадровщик                                             |
| 2003-04 | Лило и Стич                              | Художник-раскадровщик                                             |
| 2004-05 | Дэйв-варвар                              | Художник-раскадровщик                                             |
| 2005    | Американский дракон: Джейк Лонг          | Художник-раскадровщик                                             |
| 2005    | The WIN Awards                           | Режиссёр анимации; церемония награждения                          |
| 2005    | Аватар: Легенда об Аанге                 | Художник-раскадровщик / Дизайнер персонажей                       |
| 2008    | Звёздные войны: Войны клонов             | Художник-разработчик                                              |
| 2008-20 | Звёздные войны: Войны клонов             | Художник-разработчик                                              |
| 2014-18 | Звёздные войны: Повстанцы                | Художник-раскадровщик                                             |
| 2015    | Звёздные войны: Пробуждение силы         | Концепт-дизайнер                                                  |
| 2017-18 | Звёздные войны: Силы Судьбы              | Художник-раскадровщик                                             |
| 2019    | Мандалорец                               | Второй режиссёр                                                   |
| 2022    | Оби-Ван Кеноби                           | Консультант / специальная благодарность                           |
| 2022    | Дзен — Грогу и чернушки                  | Специальная благодарность                                         |
| 2023    | Звёздные войны: Видения                  | Специальная благодарность                                         |
| 2023-25 | Звёздные войны: Приключения юных джедаев | Исполнительный креативный консультант                             |

### Актёр / актёр озвучивания
| Год(ы)  | Название                            | Роль(и) | Примечания     |
| ------- | ----------------------------------- | --- | -------------- |
| 2010-14 | Звёздные войны: Войны клонов        | - Embo - Jakoli - Black Sun Leader #2 - Enforcer - Tour Guide Droid - Spots Podal | Голосовые роли |
| 2014-18 | Звёздные войны: Повстанцы           | - C1-10P a.k.a. 'Chopper' - Stormtrooper #1 - AT-AT Pilot - Phoenix #2 - Rodian - Stormtrooper #2 - Imperial Technician - Ithorian Driver #1 - AT-AT Driver - Stormtrooper - Stormtrooper Commander - Phoenix Three - Stormtrooper #1 - Stormtrooper Commander #2 - Mining Guild Guard #2 - Phoenix One - Stormtrooper Deck Officer - Cargo Deck Officer - Stormtrooper #2 - Rebel Trooper - Stormtrooper Guard #2 - Rebel Crewman - Green Five - Imperial Officer - Scout Trooper - Stormtrooper #3 - Supercommando #3 - AT-AT Pilot #1 - Rebel Trooper #1 - Mandalorian Warrior - Thrawn Trooper #1 - AT-AT Driver - Stormtrooper #2 - Green Leader - Imperial Mandalorian Commander - Lead Wren Warrior - Prisoner #1 - Stormtrooper Guard #2 - Stormtrooper #1 - Stormtrooper #4 - Scout Trooper - Slave #2 - Imperial Technician #2 - AT-AT Driver - Stormtrooper #2 - Imperial Officer #2 - Imperial Scout #2 - Mining Guild Worker - Imperial Pilot - Stormtrooper #2 | Голосовые роли |
| 2015    | Звёздные войны: Пробуждение силы    | Screaming Jakku villager | Голосовые роли |
| 2016    | Изгой-один. Звёздные войны: Истории | C1-10P a.k.a. 'Chopper' | Голосовые роли |
| 2017-18 | Звёздные войны: Силы Судьбы         | - C1-10P a.k.a. 'Chopper' - Stormtrooper | Голосовые роли |
| 2018    | Lego Звёздные войны: Все звёзды     | C1-10P a.k.a. 'Chopper' | Голосовые роли |
| 2018-19 | Звёздные войны: Сопротивление       | - Kowakians - Bo Keevil - Stormtrooper #2 | Голосовые роли |
| 2019-23 | Мандалорец                          | Таппер Вольф | «Живая» роль   |
| 2021    | Звёздные войны: Бракованная партия  | C1-10P a.k.a. 'Chopper' | Голосовые роли |
| 2023    | Звёздные войны: Асока               | C1-10P a.k.a. 'Chopper' | Голосовые роли |
| 2026    | Мандалорец и Грогу                  | Эмбо | Голосовые роли |
| 2026    | Мандалорец и Грогу                  | Таппер Вольф | «Живая» роль   |